# Úpor (rod)
Úpor (Elatine) je rod tvořený 20 až 25 druhy vodních nebo obojživelných rostlin, je jedním ze dvou rodů čeledi úporovitých. Tyto rostliny se vyskytují v tropických, subtropických i v mírných oblastech pěti světadílů.
Pro svůj řídký výskyt, drobné rozměry a malou schopnost konkurence jsou obvykle považovány pro lidi za málo významné. Některé druhy jsou jako okrasné rostliny pěstovány v zahradních jezírcích nebo v akváriích.

## Ekologie
Nejčastěji rostou v nehlubokých stojatých či jen líně tekoucích vodách nebo v nevysychajících mokřinách a bažinách. Některé druhy jsou výhradně vodní a rostou jen ve vodě, jiné jsou obojživelné a lze nalézt jak ve vodě, tak i na trvale mokré půdě. Rostliny bývají přizpůsobené kolísání výšky hladiny nebo dočasnému vyschnutí stanoviště, dlouhodobé sucho během vegetace však nesnesou. Je to rod rostlin s nízkou konkurenceschopností a proto rostou hlavně tam, kde se jiných rostlinám nedaří.

## Popis
Jsou to jednoleté nebo krátce vytrvalé byliny které mají lodyhy ponořené, vzplývavé nebo přiléhající na vlhkou půdu. Štíhlé lodyhy mohou být jednoduché nebo různě rozvětvené, na koncích obvykle vystoupavé až vzpřímené a většinou mají pletivo se vzdušnými kanálky. Jsou lysé a mají uzliny ze kterých vyrůstají kořínky nebo listy. Lodyhy které leží na půdě nebo jsou dokonce půdou pokryté bývají šedé až nahnědlé a mají méně uzlin, lodyhy ve vodě jsou nazelenalé a více se větví.
Listy na lodyhách jsou jednoduché, přisedlé nebo mají řapíky a vyrůstají vstřícně nebo v přeslenech, Jejich malé, tenké a průsvitné palisty brzy opadávají. Listy mívají celistvé čepele vejčité, elipsovité nebo úzce podlouhlého tvaru a po obvodě v místech zakončení zpeřené žilnatiny jemně zoubkované.
Oboupohlavné květy, přisedlé nebo na krátkých stopkách, vyrůstají jednotlivě v paždí listů. Protože pyl není uzpůsoben k opylení ve vodním prostředí, květy na ponořených lodyhách se neotvírají a opylují se uzavřené ve fázi pupenu. Narůžovělé květy bývají tvořeny dvěma až čtyřmi vytrvalými kališními a třemi nebo čtyřmi korunními lístky. Z květu nevyčnívající tyčinky v počtu tři až osm nesou kulovité prašníky. Tři nebo čtyřdílný svrchní semeník je tvořen stejným počtem plodolistů a vyrůstá z něj totožný počet čnělek s bliznami. Základní počet chromozomů je x = 9, v přírodě se vyskytují mnohočetné polyploidní druhy.

## Rozmnožování
Plody jsou kulovité tobolky rozdělené do tří neb čtyř komůrek obsahující četná podlouhlá nebo prohnutá semena se síťovaným osemením která zůstávají životaschopná po mnoho let. Drobná semena jsou rozšiřována nejčastěji přilepená na peří vodních ptáků.
Množství rostlin vyrostlých v tom kterém roce je variabilní, závisí především na stavu vody a počasí. Často dochází k tomu, že za příhodných podmínek na jednom stanovišti zároveň vyklíčí semena různých druhů která se tam dostala v odstupu několika let.

## Taxonomie
V přírodě České republiky se řídce vyskytuje těchto pět druhů:
- úpor kuřičkovitý (Elatine alsinastrum) L.
- úpor peprný (Elatine hydropiper) L.
- úpor rovnosemenný (Elatine orthosperma) Düben
- úpor šestimužný (Elatine hexandra) (Lappierre) DC.
- úpor trojmužný (Elatine triandra) Schkuhr

Z toho jsou v „Červeném seznamu cévnatých rostlin České republiky“ považovány úpor kuřičkovitý a úpor rovnosemenný za druhy kriticky ohrožené, úpor šestimužný za silně ohrožený a úpor peprný a úpor trojmužný za ohrožené.
V evropských vodách se dále ještě vyskytují druhy:
- Elatine ambigua Wight
- Elatine brochonii Clavaud
- Elatine hungarica Moesz
- Elatine macropoda Guss.[1][2][3][4][5][6]